# 聖ラザロ騎士団

Cross of the Order of Saint Lazarus

聖ラザロ騎士団（せいラザロきしだん、英語: The Order of Saint Lazarus of Jerusalem）は、一説には370年に聖バシリウスがカエサリアで創設した病院が起源だとされる騎士修道会。1104年頃に騎士修道会として発足し、1255年の教皇勅書をもって軍事騎士団として正式に承認された。当初は聖アウグスティノ修道会の会則に従って活動していたと考えられている。
聖地での活動は主に医療活動であったが、軍事活動も行った。1187年のハッティンの戦いに数人の会士が参加し、1244年のガザの戦い（en:Battle of La Forbie）にも参加したが、どちらの戦いも敗戦で参加した会士は全員戦死した。アッコン陥落後は軍事活動から手を引きハンセン病の治療を主に行った。
13世紀中頃までには主にフランスやイギリスにも所領を得て、他にもスペイン、ドイツ、ハンガリー、スイスなどヨーロッパ各地で所領を取得した。ローマ教皇も数度にわたり聖ラザロ騎士修道会の所領の確認と保護の宣言を行っている。

## 14世紀以降
聖ラザロ騎士団は14世紀頃からイタリア支部とフランス支部に実質的に分裂し、それぞれ異なる道を歩む事となった。
イタリア支部は1572年の教皇大勅書によりサヴォイア王家の保護下に入り、聖マウリツィオ騎士団と合併し聖マウリツィオ・ラザロ騎士団となり、今日に至っている。
一方フランス支部は、教皇によりマウントカルメル騎士団との合併がなされ、1608年にマウントカルメル・ラザロ騎士団としてフランス王家の保護下に入った。18世紀に入る頃には事実上フランス王室の所有物となっており、1772年にローマ教皇が聖ラザロ騎士団の認可を取り下げたことで騎士団は正式にフランス王室に従属し世俗化した。1830年、フランス７月革命によりブルボン朝が崩壊すると、マウントカルメル・ラザロ騎士団はフランス王家からの承認を失い、消滅した。

## その他
1910年、聖ラザロ騎士団フランス支部の正統な後継団体であることを主張する修道会が、メルキト・ギリシャ典礼カトリック教会総主教であったシリル・メハ八世の加護のもとパリで設立された。本修道会については聖ラザロ騎士団 (1910年設立)を参考のこと。